# Вадман, Иоганн-Андерс
Иоганн-Андерс Вадман (швед. Johan Anders Wadman; 27 сентября 1777, Дроттнингскёр близ Карлскруна, Швеция — 6 февраля 1837, Гётеборг) — шведский поэт.

## Биография
Сын приходского священника. С 1792 года обучался в Лундском университете, затем в Королевской академии в Турку. В 1813—1814 годах в качестве медика в составе шведской армии участвовал в походах в Пруссию и Норвегию.
Жил на случайные заработки. Провёл жизнь полную лишений и умер в бедности.
Тем не менее поэзия И. А. Вадмана в общем носит жизнерадостный характер и полна неподдельного остроумия и юмора. Очень удачны также его описания природы; много подкупающего непосредственного чувства в его любовных стихотворениях.
В 1869 году в Стокгольме был издан сборник стихотворений под заглавием «Samladeskrifter».

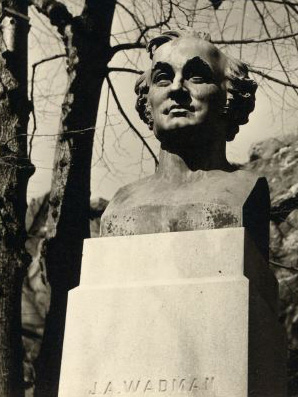
Бюст И. А. Вадмана в Гётеборге